# Медаль «У пам'ять 850-річчя Москви»
Медаль «У пам'ять 850-річчя Москви» (рос. медаль «В память 850-летия Москвы») — державна нагорода Російської Федерації у 1997 — 2010 роках. З вересня 2010 року не входить до системи державних нагород Російської Федерації.

## Історія нагороди
- 26 лютого 1997 року указом Президента Російської Федерації Б. Н. Єльцина «Про медаль „У пам'ять 850-річчя Москви“»[1] на відзнаку 850-річчя Москви була заснована медаль «У пам'ять 850-річчя Москви» та затверджені положення та опис медалі. Тим самим указом було постановлено нагородити медаллю громадян відповідно до положення та доручено мерії Москви провести вручення, починаючи з 1 травня 1997 року.
- Указом Президента Російської Федерації від 7 вересня 2010 року № 1099 «Про заходи щодо вдосконалення державної нагородної системи Російської Федерації»[2] було встановлено, що ювілейні медалі, у тому числі й медаль «У пам'ять 850-річчя Москви», не входять до системи державних нагород Російської Федерації.

## Положення про медаль
Медаллю «У пам'ять 850-річчя Москви» нагороджуються:
- учасники оборони Москви, нагороджені медаллю «За оборону Москви»;
- трудівники тилу, які працювали в період Великої Вітчизняної війни 1941–1945 років у Москві і нагороджені державними нагородами;
- громадяни, нагороджені медаллю «В пам'ять 800-річчя Москви»;
- громадяни, які внесли значний внесок у розвиток Москви.

### Порядок носіння
Положенням передбачалося, що медаль «В пам'ять 850-річчя Москви» носиться на лівій стороні грудей і за наявності інших медалей Російської Федерації розташовується після медалі «300 років Російському флоту».

## Опис медалі

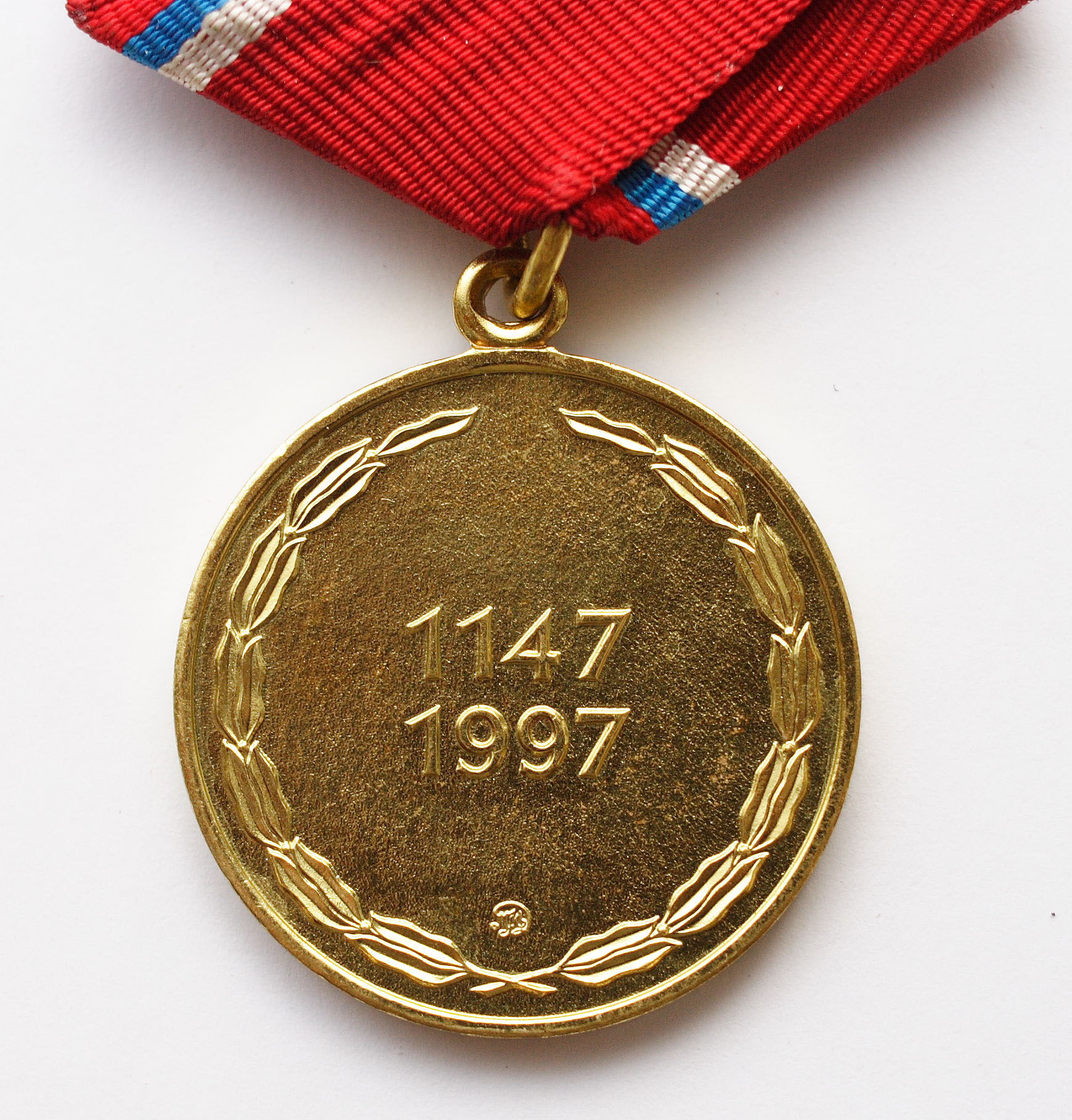
Реверс медалі

- Медаль «В пам'ять 850-річчя Москви» з латуні, має форму кола діаметром 32 мм. На лицьовій стороні медалі — зображення Георгія Переможця на коні, що вражає списом змія. Зліва по колу — напис «Москва 850».
- На зворотному боці медалі по колу — лавровий вінок, в центрі — цифри «1147-1997».
- Усі зображення і цифри на медалі рельєфні.
- Медаль за допомогою вушка і кільця з'єднується з п'ятикутною колодкою, обтягнутою шовковою муаровою стрічкою. Ширина стрічки 24 мм. Стрічка темно-червоного кольору, уздовж стрічки справа на відстані 1 мм від краю — три смуги білого, синього і червоного кольору шириною 2 мм кожна.